# Дамаскин (Казанакис)
Митрополи́т Дамаски́н (греч. Μητροπολίτης Δαμασκηνός, в миру Иоа́ннис Казана́кис греч. Ιωάννης Καζανάκης; род. 23 января 1934, Малес) — епископ Элладской православной церкви, титулярный митрополит Велестинонский (с 2003), викарий Афинской архиепископии.

## Биография
Родился 23 января 1934 года в посёлке Малес на Крите.
В 1960 году окончил богословский институт Афинского университета.
24 июля 1960 года митрополитом Димитриадским Дамаскиным (Хадзопулосом) был хиротонисан в сан диакона, а 30 июля — в сан пресвитера. С 1961 по 1968 год был проповедником в Димитриадской митрополии. С 1976 по 1977 был ректором (схоларом) церковного лицея в Волосе. С 1974 по 1986 и с 1994 по 2003 год был протосинкеллом Димитриадской митрополии.
В 1986 году по просьбе митрополита Иерапитнийского Филофея (Вузунеракиса) был направлен в клир Иерапитнийской и Ситийской митрополии, где служил в качестве протосинкелла, а в 1994 году вернулся в клир Димитриадской митрополии.
9 января 2003 года Священным синодом иерархии Элладской православной церкви был избран для рукоположения в сан епископа Велестинонского, викария Афинской архиепископии. 12 января 2003 года в кафедральном Благовещенском соборе в Афинах состоялась его архиерейская хиротония.
5 октября 2008 года решением Священного синода Элладской православной церкви был удостоен возведения в сан титулярного митрополита.
Является автором ряда книг и множества церковных публикаций.